# レンフェ440系電車
レンフェ440系電車（れんふぇ440けいでんしゃ）は、スペインの国有鉄道・レンフェの電車。日本の三菱電機の技術が採用され、スペイン全土において活躍した。
ここでは、440系電車を更新した440R系電車および470系電車についても述べる。

## 歴史
1970年代初頭、セルカニアス (通勤列車) とレヒオナル (普通列車) は1920年代から1950年代にかけて電化された区間の直流1500 Vのみに対応する433系電車および434系電車や、当時のスペイン国内で進められていた電化方式の直流3000 Vに対応するものの、速度及び設備の面で既に時代遅れとなっていたスイス製及びそのライセンス生産の436・437・438系電車、上記2つの電圧に対応し、130 km/h対応なっていたが編成数が不足していた439系電車によって運行されていた。
この経緯を踏まえ、レンフェ戦略計画 (Plan Estratégico de Renfe) が1972年に開始された。この計画では幹線路線網の最高速度を140 km/hに引き上げ、大都市圏のセルカニアスを改善する事とされ、それに必要な車両として440系電車が設計・開発され、1974年より製造が、そして翌1975年より投入が開始された。
225編成はいくつかのロットに分けて納入され、1985年まで新製が続けられた。それぞれのロットにはいくつかの外観的・技術的相違がある。
旅客の快適性の面でもまた改善されている。低い4つの客用扉を各車両に配し、新しい空気ばねを採用し、初期ロットでは「skay」椅子であったものを、最終ロットではより現代的な区切られた椅子とした。また補助装備や安全面での様々な改善も見られ、電磁空気ブレーキや保安装置ASFAを装備し、他列車との間のTren Tierraシステム (列車無線) も1980年より装備する。
80年代末期から90年代初頭に掛けてセルカニアスはより多くの編成を必要とした。本形式はレヒオナル (中距離普通列車) 運用に割り当てられていたが、セルカニアスにも投入されたため、代わりに現役最古参の電車である432系電車がレヒオナルに投入された。
セルカニアスへの新形式446系・450系電車の投入により、車両の接客水準を同等とするために大幅な更新を受けた編成が誕生した。これらは性能により2形式に分けられる。それは440R系電車と新たな形式である470系電車である。デッキと客室の仕切りを取り去って一体化し、車内・車外にLEDの案内装置を設け、自動放送に対応した音声装置、新たな椅子、空調を装備した。
1996年から2005年にかけて、チリ国鉄に3両×20編成、ブラジルに48編成が売却された他、一部車両に廃車が発生した。

## 車両塗装
レンフェが多数保有したこの車両には用途や地域、更新車か未更新車かなどの要因により様々な車両塗装が存在する。
未更新車には以下の塗装が存在する。もしくは存在した。
- 青色に黄色の帯 - 登場時の塗装。
- 白、赤、灰色からなるセルカニアス塗装 - セルカニアス部門設立の際に制定された。
- 「デルタ」塗装 - 1990年にプッチェルダ (Puigcerdá) 地区で運用される10編成に施された塗装。赤色がオレンジ色に変わっているとは言え、デザインはセルカニアスに酷似している。
- 白にオレンジ帯 - 初代のレヒオナル塗装。
- 白とオレンジ色 - 二代目のレヒオナル塗装。
- レヒオナル向けのレンフェ・オペラドラ (Renfe Operadora) 塗装。

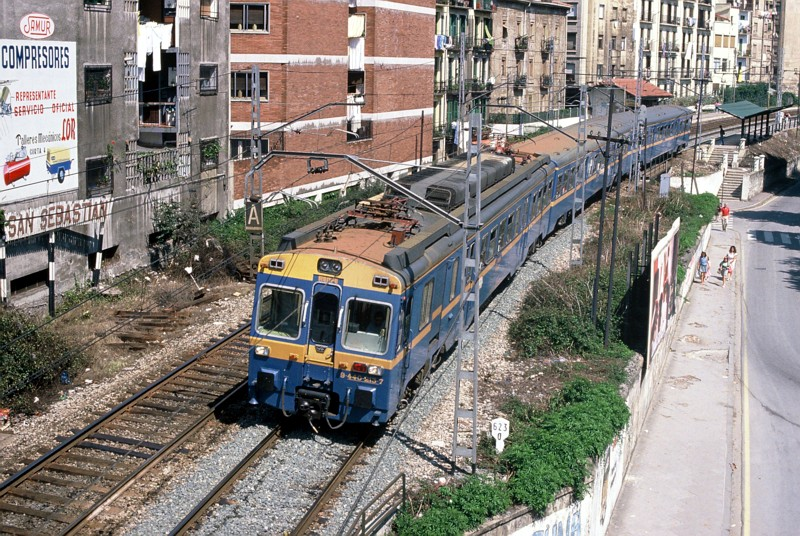
青と黄の登場時塗装
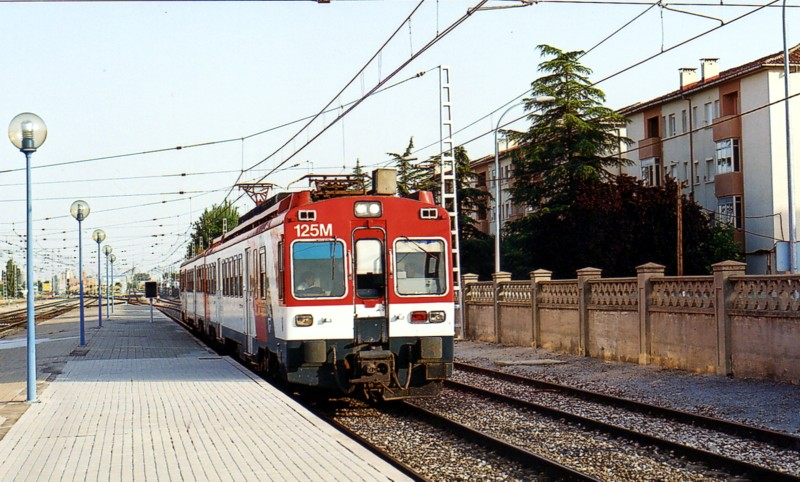
セルカニアス塗装
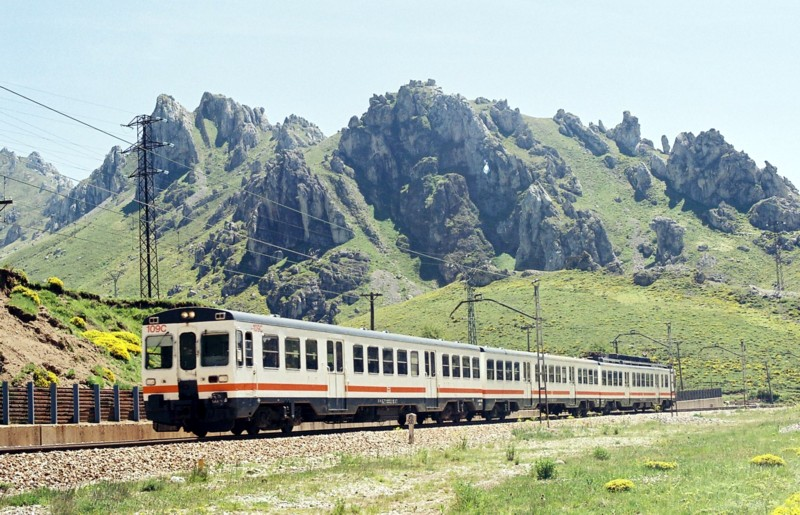
初代レヒオナル塗装
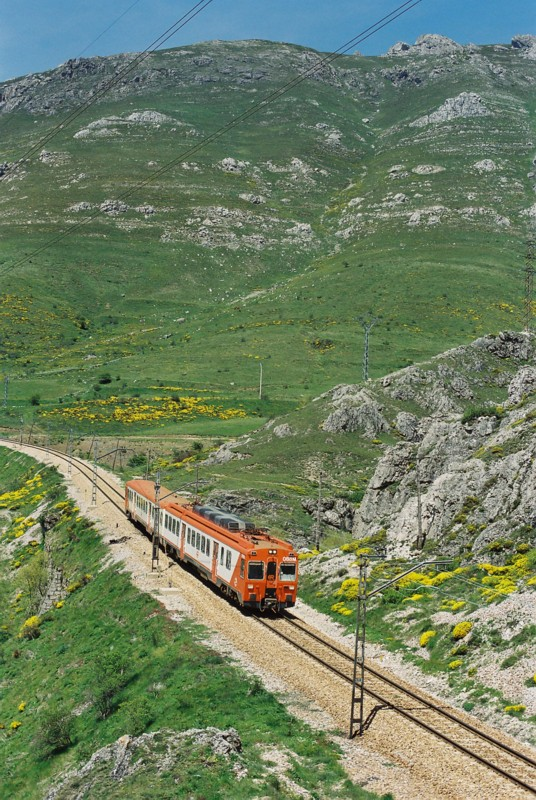
二代目のレヒオナル塗装

440R (更新車) には以下の三種類の塗装が存在する。
- セルカニアス塗装
- セルカニアス向けのレンフェ・オペラドラ塗装。
- 中距離列車向けのレンフェ・オペラドラ塗装 (カタルーニャ地区のみで運用されているセルカニアス用座席の車両も含む。)

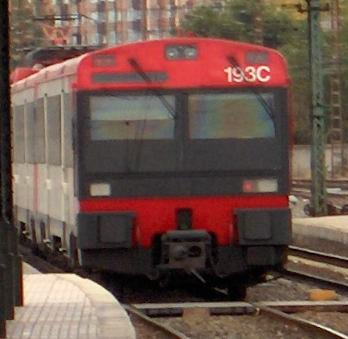
セルカニアス塗装

470系には以下の2種類の塗装が存在する。
- オレンジと白 - レヒオナル向け。ロゴマークの種類によっていくつかに分けられる。
- レヒオナル (中距離列車) 向けのレンフェ・オペラドラ塗装

470系の更新時、070編成がカタルーニャ・エクスプレス用の青い塗装の (448系の014編成と同じ物) となったが、他の編成に導入される事は無く、070編成も後にレヒオナル塗装になった。

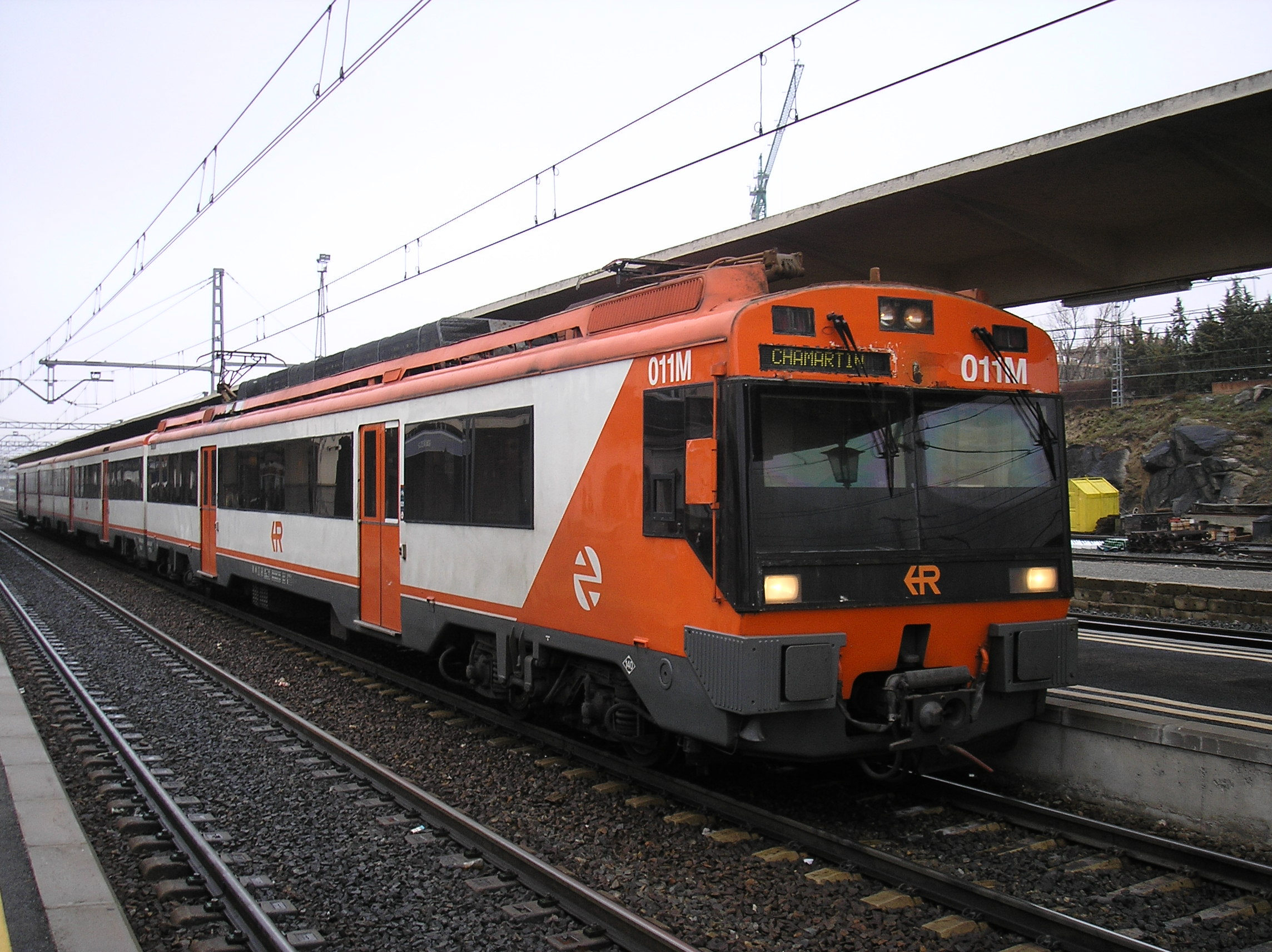
オレンジと白の塗装
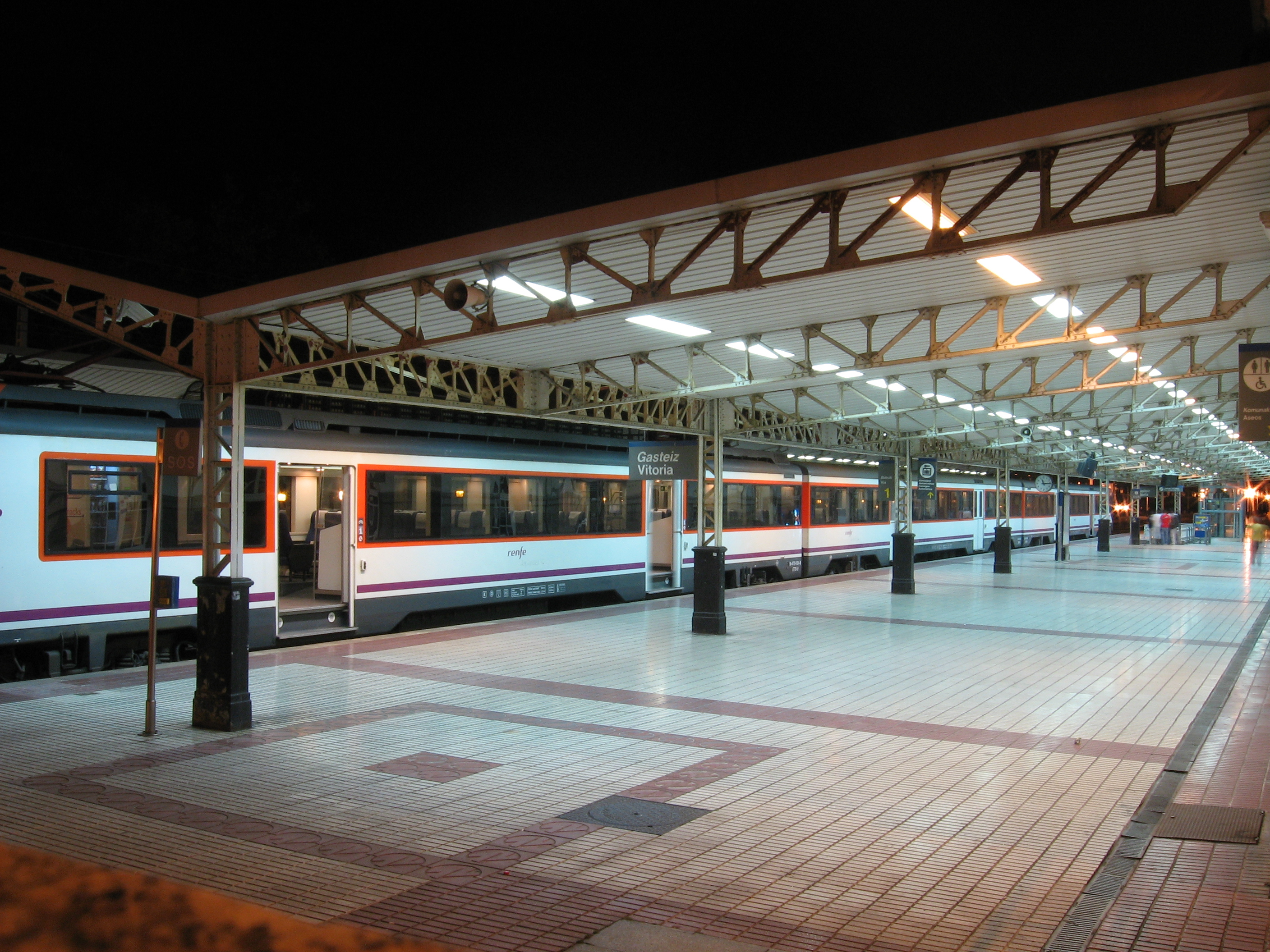
レヒオナル用レンフェ・オペラドラ塗装

南米の売却先にもそれぞれの独自塗装が存在する。チリ国鉄の運営するメトロトレンとビオトレン (コンセプシオンの近郊電車)やブラジルのCPTM (サンパウロの通勤鉄道)の塗装である。

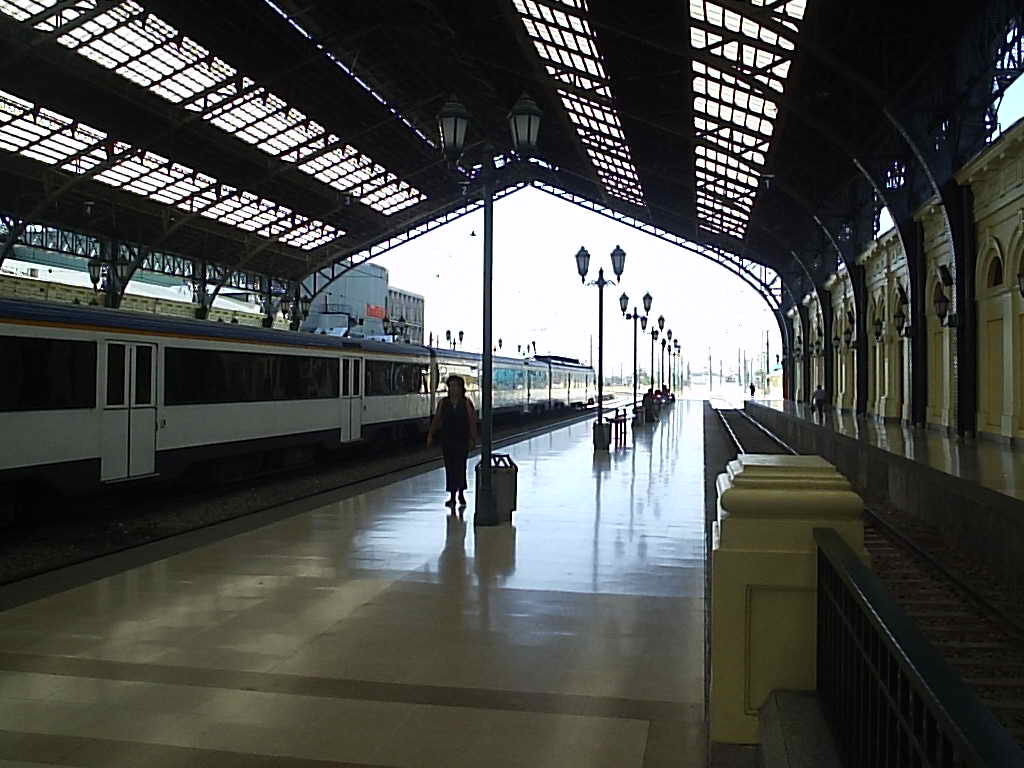
メトロトレン・サンティアゴ
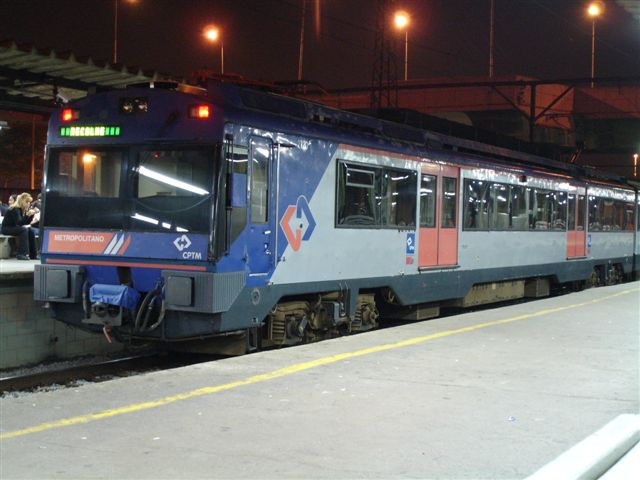
CPTM(サンパウロ)

## 技術

### 車両
本系列は3両固定編成である。うち1両は片側に運転席を備えた動力車 (制御電動車) である。当初、この車両には小荷物及び郵便物輸送の為の荷物室が備えられていた。もう1両は動力を有さない中間付随車である。そして最後の1両は片側に運転席を備え動力を有さない制御付随車である。また未更新車は各運転室前面に貫通扉が設けられている。
それぞれの車体は鋼鉄の枠組に鋼鉄を溶接した構造となっている。また各車両には側面にそれぞれ2つの乗降口が向かい合わせに車体を三分割するように合計4つ配置され、扉部分はデッキとなっている。かつては、デッキと三分割された客室の間に仕切りが存在したが、更新後にこれらの仕切りは全て撤去され、車両全体で1つの繋がった客室を構成するようになった。
本系列は中間付随車を挟まずに2両で運行する事も可能である。実際、急勾配の存在する路線では列車の加速力と速度を低下させない為に付随車を外す選択がされている。しかし現在は、中間付随車も含めて未更新の余剰車は1両も無い。
様々な改造に伴って、荷物室と前面貫通路は姿を消した。
最初のロットの車両の座席は赤色の2つずつ向かい合わせに固定されたskay (進行方向に合わせ座席の向きを変える事が出来ない座席) であった。最終ロットでは進行方向に合わせて向きを変えられる座席が装備された。様々な改造を経て、skay座席は440.001を除く全車両で撤去され、セルカニアス用の硬い座席が設置された。セルカニアス用車両の座席配置は2+2か2+3である。

### 電気機器
本系列の主電動機ほか各種電気機器は三菱電機、および同社からのライセンス生産によりGEEとWESAの三社によって製造された。よって、三菱電機製の機器は日本製、GEEおよびWESA製の機器はスペイン製である。

#### 主電動機
電動制御車の各台車にそれぞれ2基ずつ、合計4基搭載。製造ロットによりMB-3165-A2、MB-3165-B、MB-3165-Cの三種類に分類されるが、どれも性能は共通である。各動力軸あたり290 kWの出力を持ち、直流3000 Vで動作する。

#### 主制御器

##### 基本番台
直並列切り替え・弱め界磁の抵抗制御方式を採用する。主幹制御器は丸形ハンドルのカムスイッチ式自動進段型。力行ステップは直列13段、並列8段、弱め界磁4段。

#### 補助電源装置
照明や暖房、その他の電気装置用に37 kWの補助電源を供給する装置が存在する。ない、更新車ではエアコンや真空式のトイレがある為、補助電源の能力は異なる。

### 500番台
初期ロットのうち最後に製造された2編成は440.500を名乗り、最新の電機子チョッパ制御システムを採用したが、当時のスペイン国鉄においては、架線電圧が標準の3000 Vを大きく上回る、もしくは大きく下回るということが日常的に起きており、それが装置に大きな負荷をかけたことから、期待された程の成果は出ず、それ以上製造される事は無かった。この2編成は最終的に電装解除され、それぞれ他編成の付随車へ改造されている。

### 保安装置
全形式が既に保安装置ASFAの装備を完了しており、1980年以降通信装置トレン・ティエラも装備している。トレン・ティエラ未装備車にも同年から設置され、デッドマン装置を含めて二重の効果をもたらしている。
ブレーキ装置は空気ブレーキ、発電ブレーキ、電磁吸着ブレーキなど4種類のブレーキを装備している。

## 改造

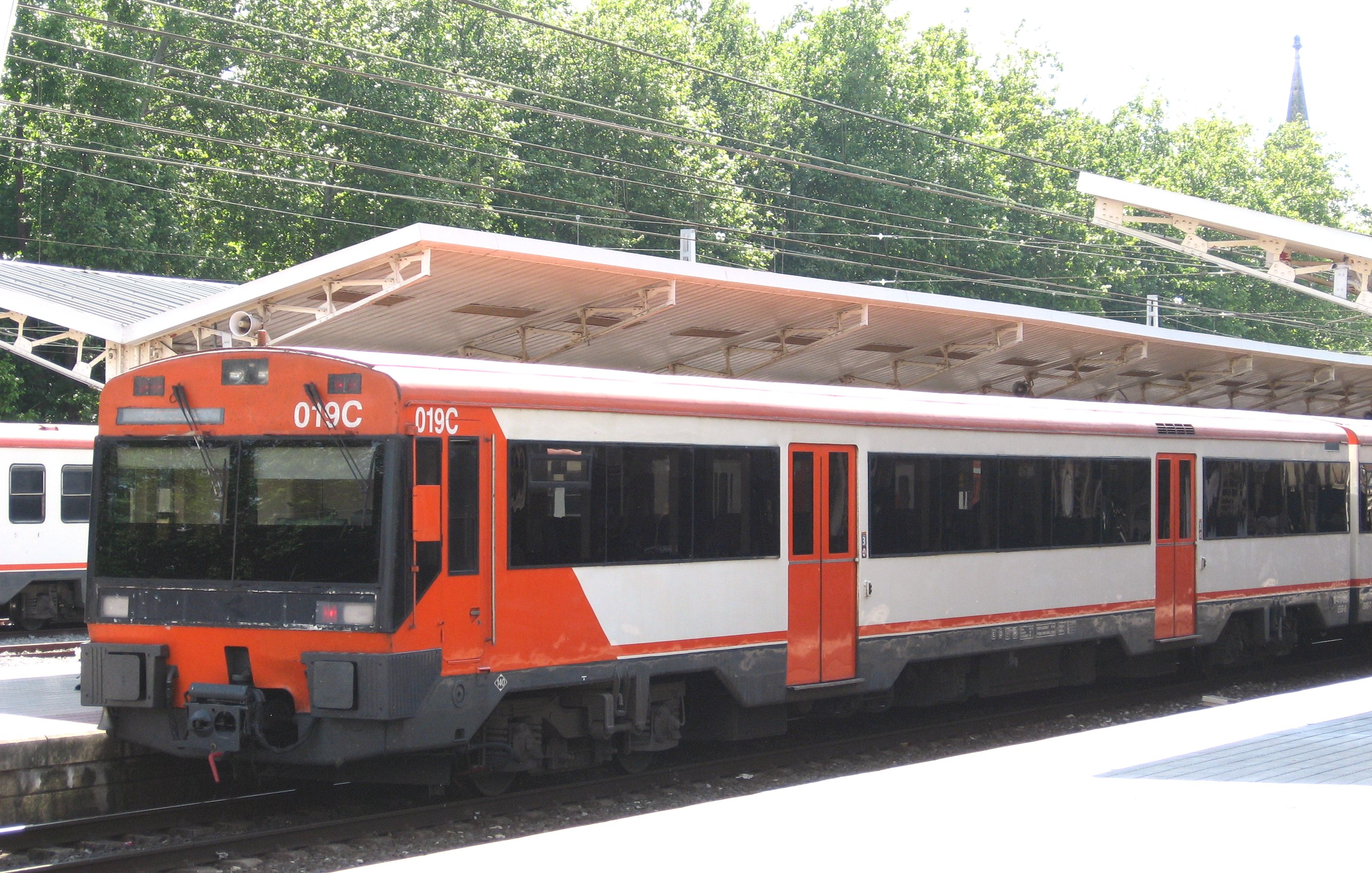
改造車両 (470系) の前面と窓

セルカニアスへの新形式投入により、1993年から本系列の更新・改造が始まった。現在の所、21編成は改造されずに残っている。本形式の更新は延命と旅客サービス面で446系、447系、450系、451系といった新型車両のレベルに合わせる事を目標として行われた。外観を変え、内装に新型車両と同じ新しい部品 (座席など) を使用した。
全255編成のうち228編成が改造され、うち160編成はレンフェに留まったが、20編成がチリへ、48編成がブラジルへと合計68編成が売却された。レンフェ自身の為に改造された編成のうち、最初の104編成がセルカニアスへ、56編成がレヒオナル (中距離列車) に割り当てられた。
2008年4月1日時点において、未改造の編成のうち12編成のみが運用に就いており、うち9編成は中距離列車、3編成はセルカニアスの運用に就いている。セルカニアス用のものは製造からの年月がかなり経っている。255編成の改造が完了するまでの間残りの編成は休車中であった。うち数編成は残され、残りは解体されている。

## 関連項目

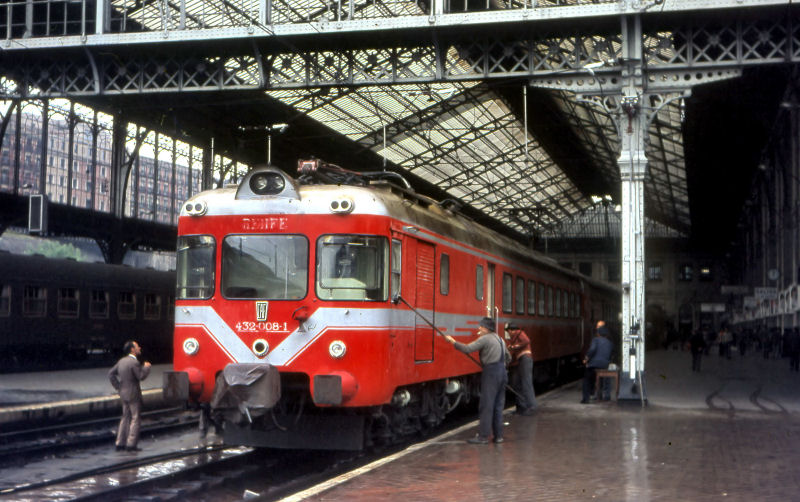
432系電車
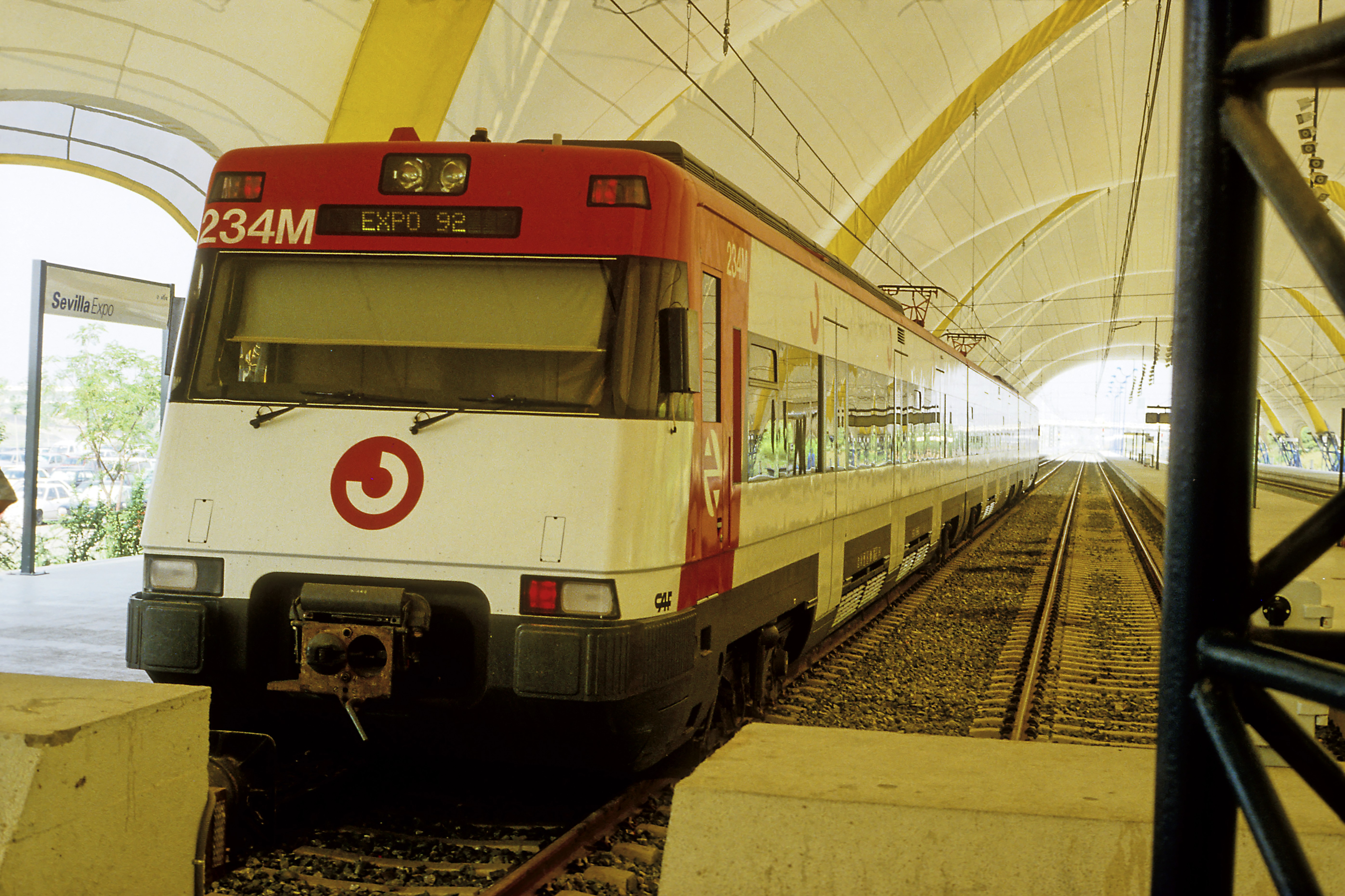
446系電車
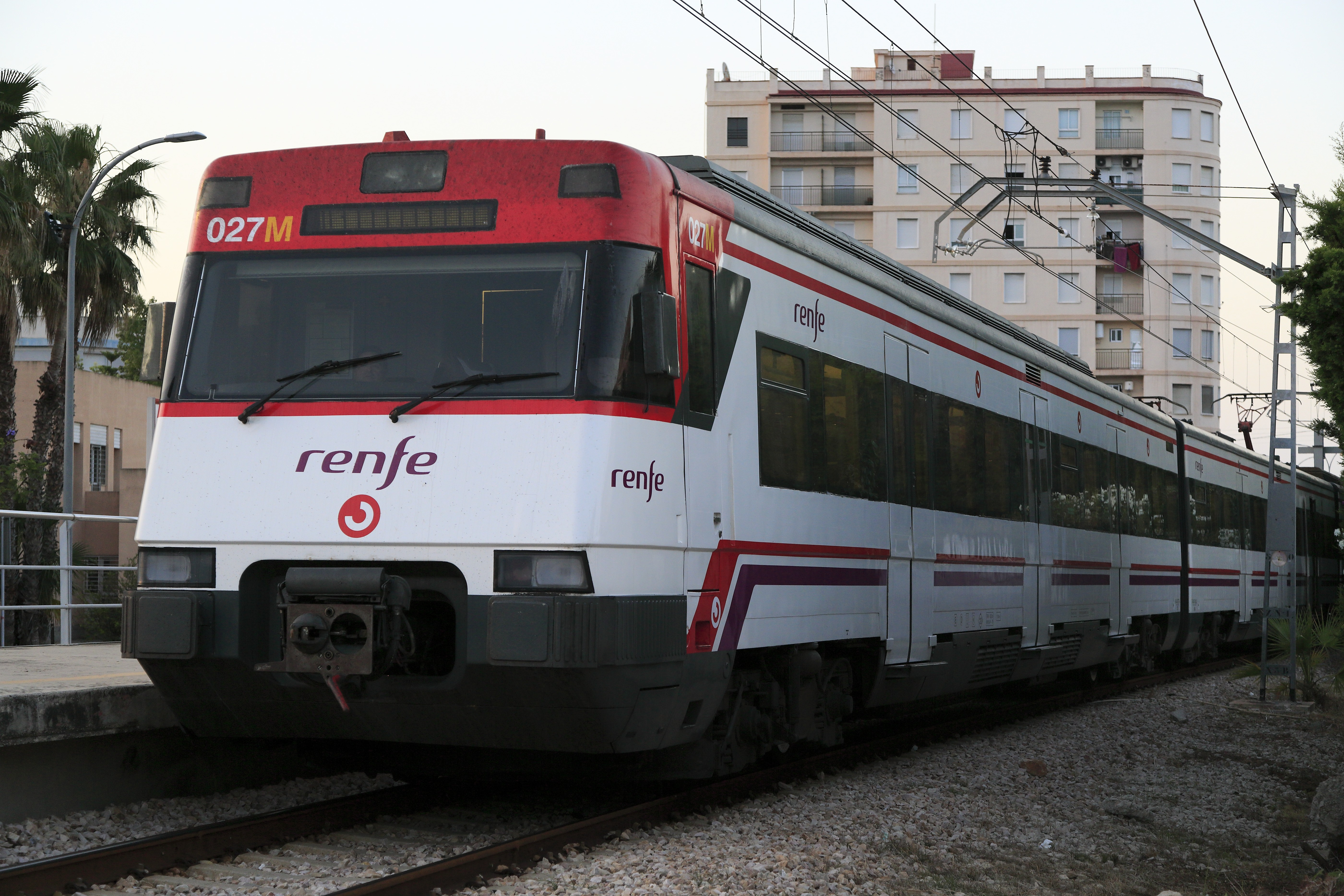
447系電車